# Донька диму й кісток (трилогія)
«Донька диму й кісток» — це трилогія в жанрі янґ-едалт, написана американською авторкою Лейні Тейлор у видавництві Ашетт, філією Little, Brown and Company. Трилогія розповідає про Кару, 17-річну дивачку, яка вивчає мистецтво в Празі, і дізнається про давню війну між серафимами й химерами в іншому світі. 

## Натхнення та походження
Натхненням для місця дії «Доньки диму й кістки», Тейлор отримала, коли писала графічний роман зі своїм чоловіком Джимом Ді Бартоло, ілюстратором.  Вони шукали місця для дії, і, коли подруга запропонувала Прагу, полетіли до міста, щоб отримати уявлення про сетинг.  Коли Тейлор думала написати «Доньку», вона вирішила знову надихатися Прагою через її «похмуру готичну атмосферу», «приголомшливу красу», «лабіринтні шляхи», історію та мистецтво, маріонеток, а також тому, що це дало їй привід повернутися до Праги.  Крім того, вона обрала другорядне місце дії – Марракеш, бо «зачарувалася» містом після книг Тахіра Шаха та «Мій Марракеш». 

## Історія видань
«Донька диму й кісток» вийшла 27 вересня 2011 року; «Дні крові та зоресяйва» — 6 листопада 2012 року; у 2013 році вийшла ілюстрована новела «Ніч тортів і ляльок» про найліпшу подругу головної героїні, яка відбувається за кадром «Доньки диму й кісток; а третя книга «Сни богів та монстрів  — 1 квітня 2014 року.    Обкладинки з масками створила Елісон Імпі. Трилогія отримала низку номінацій та нагород, права на екранізацію були куплені у 2011, але відтоді новин немає.  «Донька диму й кісток» була вперше вийшла в США й Великій Британії у 2011 році. Іспанський, німецький, італійський, французький, російський, словацький переклади теж вийшли у 2011 році, чеський у 2012.  У 2020 році до десятиріччя змінилися обкладинки серії, зокрема в неонових ілюстраціях Єлени Кевіч вийшли перевидання французькою, російською (2020), польською (2024) та перший український (2025) переклад. Illumicrate випустив графічну обкладинку Пітера Стрейна, в ній же вийшло оновлене американське та італійське видання. 

## Критика й прийняття
«Донька диму й кісток» отримала позитивні відгуки критиків. The New York Times заявила, що хоча вони були розчаровані тим, що це не самостійна книга, описи та мовленнєвий стиль компенсували це, і вони прочитають наступну книгу в серії.  Kirkus Reviews зазначили, що роман «занадто покладався на спеціальні вигадки», але також були вражені стилем.  Publishers Weekly поставили роману високу оцінку, назвавши його «філігранно написаним і з прекрасним темпом».  Booklist зазначив, що майстерність Тейлор зі словами, часовими рамками та персонажами додала фентезі відчуття правдоподібності.  Entertainment Weekly поставила книзі оцінку «5−», назвавши її «хитро задуманою, такою, що дивує, та люто переконливою».  Los Angeles Times висловила схожу думку про темп і стиль Тейлор. 

## Номінації та нагороди
«Донька диму й кісток» стала однією з найкращих книг місяця за версією Amazon.com у вересні 2011 року.  Того ж року була включена до списку рекомендованої літератури LOCUS,  увійшла до дитячих списків New York Times,  Barnes & Noble Review,   ABC.  У 2012 «Донька» потрапила до списку "Вибір читачів"  у категорії «Наукова фантастика/фентезі від YALSA , 
Книга стала найкращою книгою 2011 року в Amazon.com.  «Донька» стала фіналісткою премії Андре Нортона  та премії Children's Choice Book Awards як підліткова книга року.  Вона також отримала премію Oregon Spirit Book Award,  яку Тейлор раніше вигравала за книгу «Lips Touch Three Times» у 2009 році. 
Аудіоверсія, озвучена Крістін Гвам отримала нагороду Audie Award .

## Адаптації
Компанія Universal Pictures придбала права на екранізацію фільму «Донька диму й кісток».    Продюсером фільму мав стати Джо Рот,  а сценаристом — Стюарт Бітті.  Станом на 2025 рік дата виходу чи подальші подробиці щодо екранізації не розголошувалися.
Авторка висловлювала інтерес в комікс-адаптації, але окрім ознайомчого зразка у 2011 році, публікації не було.